# City Place I
City Place I es un rascaicelos de 38 plantas y 163.7 m  en Hartford, Connecticut. Es el edificio más alto de la ciudad y del estado, siendo dos metros más alto que la Travelers Tower, construida en 1919. El edificio ha sido diseñado por Skidmore, Owings & Merrill, y fue completado en 1980. Es ocupado casi por completo por oficinas, aun así alberga varios restaurantes y locales comerciales en los bajos del edificio.
El 2 de abril de 2012 CommonWealth REIT compró el edificio, una socimi con sede en Newton, Massachusetts, por 99 millones de dólares a su dueño original, CityPlace LLC.